# بهلوان (حيوان)
البَهْلَوَان أو الفأر الطائر نوع من الجرابيات موطنها شرق أسترلية. هي أصغر حيوان لبون في العالم لها ذيلٌ طويلٌ كأن له ريشٌ. قُوتُها أوراق النبات والأزهار والثمار والعسل والحشرات. تتسلق الأشجار وتنتقل من الواحدة إلى الأخرى تحليقاً في الفضاء لأنها تتميز بغشاء جناحي الشكل يمتد من الزَور إلى أسفل البطن. رؤوسها مخروطية الشكل قوائمها خماسية الأصابع حادة الأظفار. أصوافها ناعمة لبدة أذنابها مستطيلة مزدوجة التصفيف الوبري. مسرحها دجويّ. إناثُها رباعية الأخلاف.

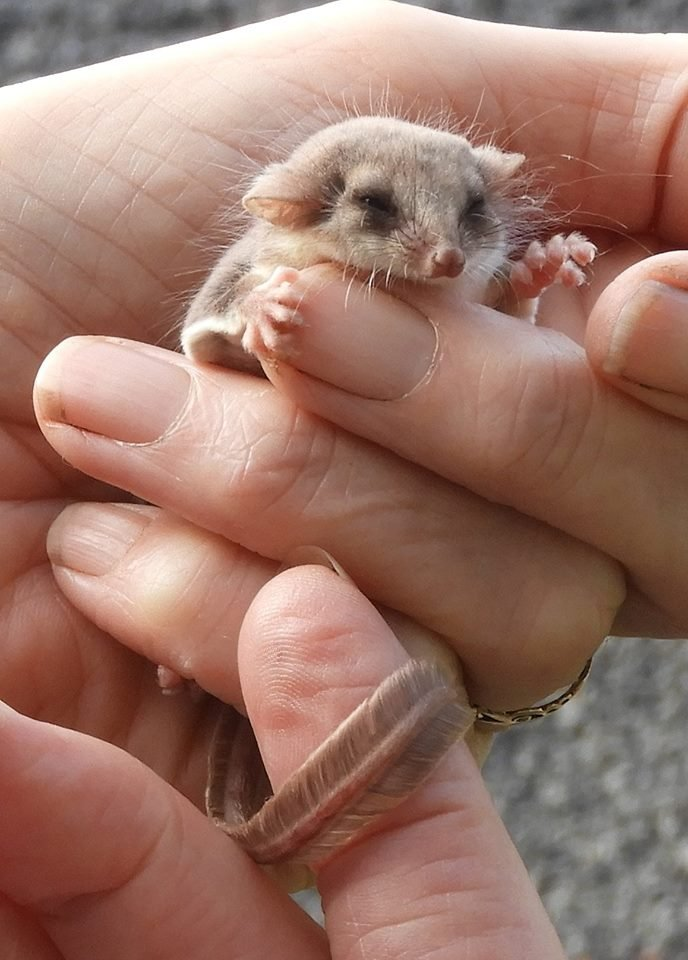
حجم الحيوان وذيله المميز وكأنه مُريَّش